# Scopula strigata
Scopula strigata là một loài bướm đêm trong họ Geometridae.